# Балканские диалекты цыганского языка
Балканские диалекты цыганского языка — особые не влашские диалекты цыганского языка, на котором говорят группы на Балканах, включая такие страны, как Албания, Босния и Герцеговина, Болгария, Греция, Косово,  Северная Македония, Сербия, Словения, Турция и т.д. Балканский цыганский язык обычно является устным языком.

## История
Большинство людей, говорящих на балканских диалектах цыганского языка, сами являются цыганами. Другое значение префикса ром - кто-то принадлежащий к цыганской национальности.  В конечном итоге цыгане имеют индийское происхождение. Носители балканского цыганского языка на протяжении многих лет постоянно мигрировали во все части Европы. Поскольку эти носители мигрировали в разные части Европы, сформировались новые диалекты. Хотя цыгане появились в Индии, в настоящее время они широко распространены по всей Европе.

## Диалекты
На балканских диалектах (Балканы I) говорят в Албании, Болгарии, Греции, Иране, Северной Македонии, Молдове, Румынии, Сербии, Турции и Украине. В эту группу входят, в частности, цыгане-арли (Греция, Северная Македония), цыгане-сепечидес (Греция, Турция), цыгане-урсари (Молдавия, Румыния) и крымские цыгане (Украина).
Диалекты зис (Балканы II) являются отдельной подгруппой балканской группы. На бугурджи, дриндари и калайджи-романи говорят в Северной Македонии, Сербии и Косово, а также в северной и центральной Болгарии.
Эльшик использует эту классификацию и примеры диалектов (географическая информация из Матраса):

## Географическое распределение
| Подгруппа          | Диалект            | Место                                                                   |
| ------------------ | ------------------ | ----------------------------------------------------------------------- |
| Южно-балканская    | Призрен            | Косово                                                                  |
|                    | Арли               | Греция, Албания, Северная Македония, Сербия                             |
|                    | Прилеп             | Северная Македония                                                      |
|                    | Кыримитика         | Россия/Украина                                                          |
|                    | София Эрли         | София                                                                   |
|                    | Заргари            | Иран                                                                    |
|                    | Сепечи             | северная Греция, западная Фракия, восточная Фракия Турция               |
|                    | Румелийский        | Европейская часть сегодняшней Турции, исторически называвшаяся Румелией |
| Северно-балканская | Бугурджи           | Северная Македония, Сербия                                              |
|                    | Разград Дриндари   | северо-восточная Болгария                                               |
|                    | Пазарджик Калайджи | Болгария и иммигранты в Северной Македонии и Сербии                     |

## Фонология
Звуковой запас цыганского языка существенно не отличается от других европейских языков, большинство из которых принадлежит к индоевропейской семье.
Система согласных балканских цыган отличается от систем других европейских языков одним существенным аспектом: она имеет взрывные звуки с придыханием (с придыханием), характерные для индийских языков. В случае цыганского языка это глухие взрывные звуки с придыханием /pʰ, tʰ, kʰ/, которые в большинстве цыганских вариантов, по крайней мере, в начале слова, имеют семантически различную функцию.

### Примеры
| Число | На цыганском | Буквальное значение |
| ----- | ------------ | ------------------- |
| 1     | Джекх        | 1                   |
| 2     | дуж          | 2                   |
| 3     | трин         | 3                   |
| 4     | Стар         | 4                   |
| 5     | панк         | 5                   |
| 6     | шов          | 6                   |
| 7     | эфта         | 7                   |
| 8     | оксто        | 8                   |
| 9     | Энджа        | 9                   |
| 10    | деш          | 10                  |
| 11    | дешуйех      | 10 + 1              |
| 12    | дешудуй      | 10 + 2              |
| 13    | Дешутрин     | 10 + 3              |
| 14    | дешуштар     | 10 + 4              |
| 15    | дешупанц     | 10 + 5              |
| 16    | дешушов      | 10 + 6              |
| 17    | дешуфта      | 10 + 7              |
| 18    | дешуоксто    | 10 + 8              |
| 19    | дешуэнья     | 10 + 9              |
| 20    | бис          | 20                  |
| 21    | биш-те-джех  | 20 + 1              |
| 22    | биш-те-дуй   | 20 + 2              |
| 23    | биш-те-трин  | 20 + 3              |
| 24    | биш-те-штар  | 20 + 4              |
| 25    | биш-те-панц  | 20 + 5              |

## Лексика
Лексическое влияние турецкого языка является определяющей и чрезвычайно важной частью цыганского диалекта на Балканах. Однако большинство слов имеют персидское происхождение. Заимствования из персидского, армянского и византийского греческого языков составляют доевропейский лексикон. В конечном счете, трудно проследить точное происхождение всех слов, потому что слова балканского цыганского языка происходят из многих источников, а источники этих языков создают сложную загадку.

## Грамматика
Турецкая грамматика играет большую роль в балканских цыганах. Использование турецких спряжений широко распространено в балканском цыганском языке, и часто трудно определить разницу между грамматикой двух языков в зависимости от географии. Балканские цыгане имеют разделенную грамматику, происходящую из турецких глагольных парадигм наряду с некоторым греческим влиянием. Большая часть морфологии языка имеет греческое и турецкое происхождение, поэтому многие профессионалы считают этот язык «смешанным», и поэтому трудно увидеть, где заканчивается один язык и начинается другой. Во всех цыганских диалектах используются именные окончания греческого происхождения, существительные мужского рода и заимствованные существительные.

### Морфология
Морфология балканского цыганского языка снова находится под сильным влиянием как турецкого, так и греческого языков. Многие люди рассматривают этот язык как своего рода плавильный котел, потому что на него так много разных влияний. Турецкий и греческий языки могут быть самыми влиятельными языками на балканских цыганах, но другие языки, такие как армянский, также оказали на него влияние. Часть субстрата балканских цыган, по-видимому, произошла от средневековых северных индийских языков.